# Tritetrakontan
Tritetrakontan je nasycený uhlovodík (alkan) s chemickým vzorcem C43H88. Patří mezi vyšší alkany. Jeho molekula obsahuje 43 uhlíkových atomů propojených jednoduchými vazbami a 88 atomů vodíku.

## Vlastnosti
- Skupenství: Pevné (při standardních podmínkách)[zdroj⁠?!]
- Bod varu: Vysoký (přes 500 °C, ale přesná hodnota závisí na izomeru)[zdroj⁠?!]
- Rozpustnost: Nerozpustný ve vodě, dobře rozpustný v nepolárních rozpouštědlech[zdroj⁠?!]
- Použití: Součást parafínových vosků, maziv nebo speciálních polymerů[zdroj⁠?!]

Tritetrakontan patří mezi n-alkany (nerozvětvené alkany), ale může existovat i ve formě izomerů s rozvětveným řetězcem.